# Rustock botnet
Rustock botnet (tạm dịch: mạng máy tính Rôbốt Rustock) là một botnet được bắt đầu kiến tạo vào khoảng năm 2006. Mạng lưới này có lúc được cho là botnet lớn nhất thế giới khi được ước tính rằng khoảng 31,1% lượng thư rác được gửi đi trên toàn cầu xuất phát từ nó..Rustock botnet được cho là có khoảng 150.000 máy tính và có khả năng gửi 30 tỷ thông điệp rác mỗi ngày (một máy tính bị kiểm soát có thể gửi khoảng 25.000 thư rác một ngày)). Quy mô của botnet này được mở rộng và duy trì chủ yếu một cách tự động, khi mà mạng lưới gửi một lượng lớn thư điện tử chứa mã độc với hy vọng rằng có thể lây nhiễm vào máy tính người nhận một Trojan và sau đó biết nó thành một phần của botnet.
Năm 2008, mạng lưới này chịu một đợt tấn công mạnh khi McColo, một nhà cung cấp dịch vụ Internet chịu trách nhiệm cung cấp dịch vụ host cho phần lớn số máy chủ điều khiển qua lệnh (command and control server) của mạng lưới này. McColo lấy lại kết nối internet trong vài giờ và trong những giờ đó người ta nhận thấy một lượng kết nối mạng lên đến 15 Mbit một giây của, có khả năng là do mạng lưới này chuyển quyền điều khiển qua lệnh đến Nga. Những hành động này của McColo làm giảm mức độ gửi thư rác trên toàn cầu xuống 7% nhưng nó không giữ được lâu, mức độ gửi thư rác tăng hơn 60% từ tháng 1 tới tháng 6 năm 2009, 40% trong lượng thư rác tăng này được quy cho Rustock.